# Economía Digital
Economía Digital és un diari online espanyol especialitzat en notícies econòmiques i política de l'actualitat espanyola editat des de Barcelona amb delegacions a Galícia i Madrid.
Mitjà nadiu online, en 2014 va rebre el Premi PR al Millor Mitjà de comunicació a Internet. Des de la seva creació en 2010, la seva empresa editora és responsable també de les capçaleres digitals Diario Gol, sobre informació esportiva i 02B, especialitzat en la indústria turística.
Des de 2014, Economía Digital edita una col·lecció de llibres sobre política i economia a la venda en llibreries.

## Directors
Economia Digital està dirigit per Manel Manchón des de juny de 2015, qui va substituir al periodista Xavier Salvador, que havia dirigit el diari des de la seva fundació en 2010. Juan García, co fundador amb Xavier Salvador del projecte, exerceix de Director General, CEO, del grupo.

## Història
Des de la seva fundació en octubre de 2010 a càrrec dels periodistes Juan García i Xavier Salvador, Economía Digital ha tingut una edició en castellà i una altra en català. Posteriorment s'hi sumà Economía Digital Galicia. En octubre de 2011 es fundà 02B, orientat a la indústria turística. En setembre de 2012, el grup adquirí els actius de Diario Gol per a transformar-lo en un mitjà especialitzat en el negoci esportiu amb presència exclusiva a Internet i pantalles mòbils.

## Columnistes
- Gonzalo Baratech
- Agustí Colomines
- Carlos Díaz Güell
- Fede Durán
- Carles Enric López
- Manel García Biel
- Jordi Garcia i Serra
- Roberto Giménez Gracia
- Josep Huguet
- Lorenzo Jiménez
- Carlos Lareau
- Manel Manchón
- Anna-Clara Martínez Fernández
- Rosy Milene Meza
- Eladio del Prado
- Carlos Quílez
- Xavier Salvador
- Sonia Sierra Infante
- Antonio M. Yagüe
- Anwar Zibaoui

## Col·lecció Economía Digital
- Los Yuppies de Pujol llegan a la cima (2014).[3]
- Pujol KO (2014).[4]
- Oídos Sordos (2015).[5]